# 一隻雜種
一隻雜種（德語：／英語：）為捷克作家卡夫卡的一個短篇故事，寫於1914至17年間。

## 內容
敘事者有一隻奇特的動物，是從父親的財產中繼承來的，以前牠羊羔相多而小貓相少，現在卻是一半像小貓，一半像羔羊。孩子們常常在星期天早上觀賞牠，又問一大堆問題，只是敘事者“從不耗費精力去回答，而是滿足於不做進一步解釋地展示我所擁有的東西”。
敘事者最後稱：對這一隻動物來說，屠夫手裏的那把刀大概是一種解決辦法，可它是繼承來的遺物，我只好拒絕這種辦法。因此它必須等待... 儘管它有時似乎在用理智的人的目光注視著我，要求採取理智的行動。

## 解釋
作者的父親總是要他去修讀法律，但卡夫卡一直都不大願意，因為自幼已愛好文學、戲劇等。獲法律博士學位後，卡夫卡在保險公司任職，一半的時間花在工作上，另一半則在文學上。
所以，敘事者的奇特的動物（雜種）就是卡夫卡本人，其羊羔相是卡夫卡對父親的服從；小貓相是對文學的追求。